# 根门派
根门派，另译始门派，全称法隨律根门派，是缅甸佛教的一个派别。根据1990年《僧伽组织法》，它是该国九个受法律认可的僧团之一。
此部派是因格布西亚多 (Ingapu Sayadaw) 在奥波西亚多 (Okpo Sayadaw）圆寂后，从大门派中分离出来后创立的。